# Perenci
Perenci falu Horvátországban Pozsega-Szlavónia megyében. Közigazgatásilag Bresztováchoz tartozik.

## Fekvése
Pozsegától légvonalban 11, közúton 15 km-re északnyugatra, községközpontjától légvonalban 7, közúton 8 km-re északra, Szlavónia középső részén, Batuljevci és Požeški Brđani között fekszik.

## Története
A települést 1435-ben említik, a középkorban a velikei uradalom része volt. A török uralom idején muzulmán lakossága volt, akik 1687-ben a felszabadító harcok elől Boszniába menekültek. A helyükre 1697 körül Boszniából pravoszláv szerbek érkeztek. A 12 betelepült családból 10-nek Bosnjak, vagy Bosanac volt a vezetékneve. Ezek a családok 65 év alatt kihaltak (vagy vezetéknevüket változtatták meg). A 18. században és a 19. században újabb szerb családok költöztek a településre. 1698-ban „Perenczi” néven mint szomszédos település szerepel a török uralom alól felszabadított szlavóniai települések összeírásában.

Az első katonai felmérés térképén „Dorf Pereny” néven látható. Lipszky János 1808-ban Budán kiadott repertóriumában „Perenczi” néven szerepel. Nagy Lajos 1829-ben kiadott művében „Perenczi” néven 16 házzal és 144 ortodox vallású lakossal találjuk. 1857-ben 101, 1910-ben 180 lakosa volt. 1910-ben a népszámlálás adatai szerint lakosságának 91%-a szerb, 9%-a német anyanyelvű volt. Pozsega vármegye Pozsegai járásának része volt. Az első világháború után 1918-ban az új szerb-horvát-szlovén állam, majd később (1929-ben) Jugoszlávia része lett. 1991-ben lakosságának 95%-a szerb nemzetiségű volt. 2011-ben 42 lakosa volt.

## Lakossága
| Lakosság változása | Lakosság változása | Lakosság változása | Lakosság változása | Lakosság változása | Lakosság változása | Lakosság változása | Lakosság változása | Lakosság változása | Lakosság változása | Lakosság változása | Lakosság változása | Lakosság változása | Lakosság változása | Lakosság változása | Lakosság változása |
| ------------------ | ------------------ | ------------------ | ------------------ | ------------------ | ------------------ | ------------------ | ------------------ | ------------------ | ------------------ | ------------------ | ------------------ | ------------------ | ------------------ | ------------------ | ------------------ |
| 1857               | 1869               | 1880               | 1890               | 1900               | 1910               | 1921               | 1931               | 1948               | 1953               | 1961               | 1971               | 1981               | 1991               | 2001               | 2011               |
| 101                | 108                | 97                 | 151                | 138                | 180                | 182                | 198                | 173                | 160                | 156                | 135                | 116                | 78                 | 66                 | 42                 |